# R. C. Sherriff
R. C. Sherriff (Hampton Wick, Middlesex), 6 juni 1896 – Kingston upon Thames, 13 november 1975) was een Engels schrijver.

## Leven en werk

### Eerste werk
Sherriff werd geboren in Hampton Wick, ten zuidwesten van Londen. Na zijn studies begon hij in 1914 in een verzekeringskantoor te werken als klerk, een beroep dat zijn vader ook uitoefende. In het naburige Esher ging hij voor de rest van zijn leven wonen.

### Eerste Wereldoorlog
Tijdens de Eerste Wereldoorlog was hij officier in het East Surrey Regiment. Hij nam deel aan de slag bij Loos (1915) en aan de Slag bij Vimy (1917). In de herfst van 1917 raakte hij ernstig verwond in Passendale tijdens de Derde Slag om Ieper.

### Na de oorlog
Na de oorlog, tussen 1918 en 1928, werkte Sherriff als schade-expert voor een verzekeringsmaatschappij. Vanaf 1921 was hij ondertussen beginnen schrijven. Hij werd lid van onder meer de Royal Society of Literature en van de Society of Antiquaries of London.

#### Journey's End
Met zijn zevende toneelstuk, Journey's End, behaalde hij in 1928 zijn eerste succes. Het stuk was gebaseerd op zijn eigen oorlogservaringen in de loopgraven en werd geregisseerd door James Whale. De jonge, toen nauwelijks bekende Laurence Olivier nam de hoofdrol voor zijn rekening. Het stuk kende een enorme bijval en werd ruim twee jaar lang opgevoerd in Londen. Het stuk werd ook een jaar lang opgevoerd in New York onder regie van Whale en dankzij het Amerikaans succes bevestigde het stuk zijn reputatie als beste toneelstuk over de Eerste Wereldoorlog. 
In 1930 werd het verfilmd door de als filmregisseur debuterende Whale onder dezelfde naam. Een jaar later verscheen de anti-oorlogsfilm Die andere Seite, de Duitse verfilming van Journey's End.

#### Toneel
Sherriff bleef toneelstukken schrijven. Ze evenaarden echter nooit meer het succes van Journey's End. Vermeldenswaardig zijn St Helena (1936) dat handelt over de verbanning van Napoleon Bonaparte naar het gelijknamige eiland, het komische Badger's Green (1930) en Windfall (1933). De laatste twee werden kort na hun opvoering verfilmd onder hun oorspronkelijke titel.

#### Romans
Sherriff ontpopte zich eveneens tot romanschrijver. Zijn debuut was de prozaversie van Journey's End die onder dezelfde titel in 1930 verscheen. In 1931 schreef hij The Fortnight in September, een werk dat succesvol werd onthaald door het lezerspubliek. In 1936 werd Greengates gepubliceerd. Deze twee romans werden pas in de eenentwintigste eeuw vertaald voor het Nederlandse taalgebied (Twee weken weg in 2021 en Een tweede leven in 2022) en ervoeren er, bijna honderd jaar na hun eerste publicatie in Engeland, erg veel bijval. 
Vermeldenswaardig is ook nog The Hopkins Manuscript (1939), een socio-politieke dystopische roman waarin de Maan in botsing komt met de Aarde.

### Scenarioschrijver
Reeds tijdens de jaren dertig werkte Sherriff als scenarioschrijver. Hij schreef onder meer mee aan vijf films van James Whale. Onder hen de sciencefiction-horrorfilm The Invisible Man (1933), naar de gelijknamige roman van H.G. Wells, en de oorlogsfilm The Road Back (1937), bedoeld als een sequel van All Quiet on the Western Front maar (gedwongen) verminkt en afgezwakt door de filmstudio.
Voor zijn bijdrage aan het scenario van het romantisch drama Goodbye, Mr. Chips (1939) werd Sherriff in 1940 bedacht met een nominatie voor de Oscar voor beste bewerkte scenario.
Hij werkte tijdens de Tweede Wereldoorlog onder meer mee aan het scenario van het historisch romantisch drama That Hamilton Woman (1942) met het droomkoppel Laurence Olivier-Vivien Leigh in de hoofdrollen. Hij schreef ook het scenario van het tijdens de Tweede Wereldoorlog gesitueerd romantisch drama This Above All (1942) met het filmkoppel Tyrone Power-Joan Fontaine in de hoofdrollen.
Tijdens zijn latere carrière behaalde Sherriff het meest bijval met zijn werk als scenarioschrijver. Het scenario van Odd Man Out (1947) is onder meer van zijn hand. Deze film noir van Carol Reed behaalde destijds de allereerste BAFTA Award for Outstanding British Film.
Sherriff schreef eveneens het scenario van The Dam Busters (1955), de meest succesvolle film van 1955 in het Verenigd Koninkrijk. Deze epische oorlogsfilm werd niet alleen bedacht met een nominatie voor de Oscar voor beste visuele effecten maar ook met een nominatie voor de BAFTA Award for Best British Screenplay. Datzelfde jaar werd ook Sherriffs scenario voor het bovennatuurlijk drama The Night My Number Came Up (1955) genomineerd voor die BAFTA Award.   

## Privéleven
Sherriff bleef ongehuwd en woonde het grootste deel van zijn leven samen met zijn moeder.
Hij overleed in 1975 op 79-jarige leeftijd aan nierfalen.

## Werken

### Toneelstukken (selectie)
- 1928 - Journey's End
- 1930 - Badger's Green
- 1933 - Windfall
- 1936 - St Helena
- 1948 - Miss Mabel
- 1950 - Home at Seven
- 1953 - The White Carnation

### Romans
- 1930 - Journey's End: A Novel (samen met Vernon Bartlett)
- 1931 - The Fortnight in September (heruitgegeven in 2006 en in 2021)
- 1936 - Greengates (heruitgegeven in 2015)
- 1939 -  The Hopkins Manuscript (herwerkt en heruitgegeven onder de titel The Cataclysm in 1958, en onder de originele titel heruitgegeven in 2005)
- 1944 - Chedworth: a novel
- 1948 - Another Year: a novel
- 1954 - King John's Treasure (kinderboek)
- 1962 - The Wells of St. Mary's
- 1968 - No Leading Lady: An Autobiography (autobiografie)
- 1973 - The Siege of Swayne Castle (kinderboek)

## Filmscenario's
- 1919 - The Toilers (Tom Watts)
- 1932 - The Old Dark House (James Whale)
- 1933 - The Invisible Man (James Whale)
- 1934 - One More River (James Whale)
- 1935 - Bride of Frankenstein (James Whale)
- 1936 - Dracula's Daughter (Lambert Hillyer)
- 1937 - The Road Back (James Whale)
- 1939 - Goodbye, Mr. Chips (Sam Wood)
- 1939 - The Four Feathers (Zoltan Korda)
- 1941 - That Hamilton Woman (Alexander Korda)
- 1942 - This Above All (Anatole Litvak)
- 1942 - Stand by for Action (Robert Z. Leonard)
- 1943 - Forever and a Day (o.a. Edmund Goulding, Cedric Hardwicke en René Clair)
- 1947 - Odd Man Out (Carol Reed)
- 1948 - Quartet (o.a. Kenn Annakin en Harold French)
- 1950 - Trio (Kenn Annakin en Harold French)
- 1951 - No Highway in the Sky (Henry Koster)
- 1955 - The Dam Busters (Michael Anderson)
- 1955 - The Night My Number Came Up (Leslie Norman)
- 1955 - Storm Over the Nile (Zoltan Korda en Terence Young)

- Bibsys: 90886573
- Biblioteca Nacional de España: XX1177275
- Bibliothèque nationale de France: cb12761195x (data)
- Catàleg d'autoritats de noms i títols de Catalunya: 981058514870706706
- CiNii: DA0532338X
- Gemeinsame Normdatei: 13156773X
- International Standard Name Identifier: 0000 0001 0930 3620
- Library of Congress Control Number: n86806731
- Bibliotheek van het Japanse parlement: 00456382
- Nationale Bibliotheek van Tsjechië: xx0005588
- Nationale bibliotheek van Australië: 35400223
- Nationale Bibliotheek van Israël: 987007272272705171
- Nationale en Universitaire bibliotheek Zagreb: 000185488
- Nederlandse Thesaurus van Auteursnamen: 06864938X
- Réseau des bibliothèques de Suisse occidentale: 02-A003827496
- LIBRIS: 225141
- SNAC: w6xw6g07
- Système universitaire de documentation: 059902108
- Trove: 939426
- Virtual International Authority File: 106983918
- WorldCat: E39PBJgXdvJbHB8KcxdcgB7mBP